# Ameryka, Ameryka (film)
Ameryka, Ameryka (ang. America, America; tytuł brytyjski The Anatolian Smile) – amerykański dramat filmowy z 1963 roku w reżyserii i według scenariusza Elii Kazana, zrealizowany na podstawie jego własnej powieści powieści pod tym samym tytułem. Kazan pomysł na film zaczerpnął z historii swojego wuja. Film otrzymał Oscara za najlepszą scenografię czarno-białą. Ponadto był nominowany w czterech innych kategoriach do tej nagrody oraz w ośmiu do nagrody Złoty Glob.

## Fabuła
Młody Grek Stavros (Stathis Giallelis), ma już dość tureckich prześladowań. Postanawia udać się do Konstantynopola, aby stamtąd wyruszyć do Ameryki. Nie cofnie się przed niczym, nawet zbrodnią, aby zrealizować swój plan.

## Obsada
- Stathis Giallelis – Stavros Topouzoglou
- Frank Wolff – Vartan Damadian
- Elena Karam – Vasso Topouzoglou
- Lou Antonio – Abdul
- John Marley – Garabet
- Estelle Hemsley – Babcia Topouzoglou
- Katharine Balfour – Sophia Kebabian
- Harry Davis – Isaac Topouzoglou
- Joanna Frank – Vartuhi
- Robert H. Harris – Aratoon Kebabian
- Salem Ludwig – Odysseus Topouzoglou
- Paul Mann – Aleko Sinnikoglou
- Linda Marsh – Thomna Sinnikoglou

## Nagrody
- Oscar:
  - Gene Callahan – nagroda za najlepszą scenografię czarno-białą
  - Elia Kazan – nominacje dla najlepszego filmu, najlepszego reżysera i najlepszy scenariusz

- Złoty Glob:
  - Elia Kazan – nagroda dla najlepszego reżysera
  - Stathis Giallelis – nagroda dla najlepszego początkującego aktora
  - nominacja dla najlepszego filmu dramatycznego
  - nominacja dla najlepszego filmu promującego międzynarodową tolerancję
  - Stathis Giallelis – nominacja dla najlepszego aktora w filmie dramatycznym
  - Paul Mann – nominacja dla najlepszego aktora drugoplanowego
  - Gregory Rozakis – nominacja dla najlepszego aktora drugoplanowego
  - Linda Marsh – nominacja dla najlepszej aktorki drugoplanowej